# S/S Nikobar
S/S Nikobar var ett fartyg byggt på varvet Burmeister & Wain i Köpenhamn 1906 för det danska rederiet Det Østasiatiske Kompagni.

## Historia
Fartyget levererades till rederiet år 1906. När fartyget för första gången var på hem resa från östern samma år tog fartyget eld och när man tolv dagar senare till slut lyckats släcka elden var man tvungen att uppsöka nödhamn i Röda havet och göra en provisorisk reparation. När man lossat lasten i Köpenhamn avgick fartyget mot varvet Blohm & Voss i Hamburg för reparation. Den 6 augusti 1907 såldes fartyget till Svenska Ostasiatiska Kompaniet med ny hemmahamn i Göteborg fartygets namn ändrades även till S/S Canton. Genom en bytesaffär den 17 augusti 1916 överfördes fartyget till Svenska Amerika Mexiko Linien med det nya namnet S/S Carlsholm. Den 2 oktober 1934 strandade fartyget vid Finngrundet i Gävlebukten. Neptunbolaget drog loss fartyget. När fartyget besiktades i Malmö senare samma år visade det sig att fartyget hade stora skador på skrovet varefter fartyget höggs upp.

## Övrigt
Fartyget hade ett systerfartyg vid namn S/S Peking.